# Adrian Saidi
Adrian Saidi (* 1984 in Hamburg) ist ein deutscher Schauspieler.

## Leben
Adrian Saidi, der deutsch-afghanischer Herkunft ist, wuchs in seiner Geburtsstadt Hamburg auf. Er besuchte von 2005 bis 2007 das Schauspielstudio Frese in Hamburg. Anschließend studierte er von 2007 bis 2011 Schauspiel an der Hochschule für Film und Fernsehen Konrad Wolf (HFF Potsdam) in Potsdam-Babelsberg. Bereits während seines Studiums arbeitete er an verschiedenen Theaterproduktionen mit. Er hatte Theaterengagements u. a. am Maxim Gorki Theater (2010), am Hans Otto Theater in Potsdam (Spielzeit 2010/11) und am Hebbel-Theater in Berlin (Spielzeit 2010/11, am HAU). 
Zwischen 2011 und 2017 spielte er die Rolle des Hakim in Nurkan Erpulats Theaterstück Verrücktes Blut, das 2011 von der unabhängigen Jury deutschsprachiger Kritiker in der Zeitschrift Theater heute zum „Deutschsprachigen Stück des Jahres“ gewählt wurde, u. a. am Maxim Gorki Theater und im Ballhaus Naunynstraße.
Sein Kinodebüt hatte er 2011 mit der Hochschulproduktion Artisten von Florian Gottschick.
Nach Abschluss seines Studiums übernahm er eine Rolle in dem Der Wald steht schwarz und schweiget (Erstausstrahlung: Mai 2012), wo er gemeinsam mit Frederick Lau, Tómas Lemarquis, Edin Hasanović und Theo Trebs als Entführer der Tatort-Kommissarin Lena Odenthal (Ulrike Folkerts) besetzt war. Einen weiteren Tatort-Auftritt hatte er im Tatort: Der sanfte Tod (Erstausstrahlung: Dezember 2014) als der die Kommissarin Charlotte Lindholm (Maria Furtwängler) bedrohende Samuil.
In dem Kurzfilm Bruder (2014) von Jarek Duda spielte er die männliche Hauptrolle des 24-jährigen Lukasz, der, sich nach Liebe und Akzeptanz sehnend, anfängt, als Schläger für einen Hamburger Kiez-Boss zu arbeiten und selbst zur „Kiezgröße“ aufsteigt. Für seine Rolle erhielt Saidi bei den Independent Film Awards in Warschau eine Nominierung in der Kategorie „Bester Schauspieler“.
Er hatte außerdem Episodenrollen u. a. in den Fernsehserien Letzte Spur Berlin (2013; als „Muzztaffa“, ein im Untergrund lebender Musiker und Rapper mit iranischen Wurzeln), Morden im Norden (2014; als Kevin Otten, der gemeinsam mit seiner „Otten-Bande“ die Nachbarschaft bedroht), Großstadtrevier (2015; als Kleindealer Sven Kreppel), Notruf Hafenkante (2016) und Die Pfefferkörner (2016; als afghanischer Flüchtling und Teppichverkäufer Farid Nazimi). 
Im Dezember 2017 war Saidi in einer Doppelfolge der ZDF-Serie Der Kriminalist als Damian Hinze zu sehen; er spielte den vorbestraften Mitarbeiter eines Bowling-Centers und Amateur-Boxer. Im Wilsberg-Krimi MünsterLeaks (Erstausstrahlung: Dezember 2017) spielte er Kalin Abaluta, einen rumänischen Vorarbeiter in einer Münsteraner Fleischfabrik, der sich als Schleuser für Zwangsprostituierte und als Auftragskiller betätigt. Im Januar 2018 war Saidi dann im ZDF in der Krimiserie SOKO Köln in einer Episodenhauptrolle zu sehen; er spielte Kevin Meyer, den Sohn eines ermordeten früheren Kölner Bordellbesitzers.
Zu seinen Hobbys gehören Joggen, Fitness und Yoga. 
Saidi lebt in Hamburg.

## Filmografie (Auswahl)
- 2011: Artisten (Kinofilm)
- 2012: Tatort: Der Wald steht schwarz und schweiget (Fernsehreihe)
- 2013: Letzte Spur Berlin: Familienehre (Fernsehserie, eine Folge)
- 2014: SOKO Stuttgart: Bunker (Fernsehserie, eine Folge)
- 2014: Bruder[6] (Kurzfilm)
- 2014: Wir waren Könige (Kinofilm)
- 2014: Morden im Norden: Revolverheld (Fernsehserie, eine Folge)
- 2014: Tatort: Der sanfte Tod (Fernsehreihe)
- 2014: Polizeiruf 110: Morgengrauen
- 2015: Großstadtrevier: Pauls Versuchung (Fernsehserie, eine Folge)
- 2016: Die Informantin[12] (Fernsehfilm)
- 2016: Blockbustaz – Willkommen in der Hood: Muckibude (Fernsehserie, eine Folge)
- 2016: Notruf Hafenkante: Enkeltrick (Fernsehserie, eine Folge)
- 2016: Die Pfefferkörner: Giftige Absichten (Fernsehserie, eine Folge)
- 2017: Der Kriminalist: Esthers Geheimnis (Fernsehserie, Doppelfolge)
- 2017: Wilsberg: MünsterLeaks (Fernsehreihe)
- 2018: SOKO Köln: Ohne Reue (Fernsehserie, eine Folge)
- 2018: Die Reiskornlegende (Kinofilm)
- 2019: Gipsy Queen (Kinofilm)
- 2020: In Berlin wächst kein Orangenbaum (Kinofilm)
- 2023: Ein Fall für zwei: Am Ende des Regenbogens (Fernsehserie, eine Folge)